# 大橋秀雄
大橋 秀雄（おおはし ひでお、1931年5月10日 - ）は、日本の工学者。東京大学名誉教授、工学院大学名誉教授。専門は流体工学、流体機械、環境システム工学、工学教育、技術者教育。
東京大学で33年間、工学院大学で19年間、教育と研究に従事するかたわら、技術者の地位向上を目指し、技術者教育認定制度など基盤作りに貢献した。2011年に学校法人工学院大学理事長を退任し、以降工学院大学、日本工学会、日本技術者教育認定機構 (JABEE) の顧問、公益団体の役員などを務めた。

## 来歴
東京都出身。新潟県立村松高等学校を経て1954年東京大学工学部機械工学科卒業。1954年石川島重工株式会社（現IHI）入社。1958年ブラウンシュヴァイク工科大学（ドイツ）にて、境界層理論で知られるヘルマン・シュリヒティンク教授の指導で Dr.-Ing.（工学博士号）取得。1963年工学博士（東京大学）取得。
東京大学助教授、教授、留学生教育センター長を経て、1992年東京大学名誉教授、工学院大学教授。1994年-2003年工学院大学学長、2003年-2011年学校法人工学院大学理事長。
工学院大学学長の水野明哲（2009年 - 2015年）は門下生。

## 表彰
- 1969、1980、1984、1993年 日本機械学会論文賞
- 1983年 ターボ機械協会論文賞
- 1987年 通商産業大臣表彰（工業標準化事業の発展に対する貢献）
- 1992年 藍綬褒章
- 1995年 科学技術庁長官賞（原子力安全功労表彰）
- 1997年 紫綬褒章
- 2011年 瑞宝中綬章[2]

## 学協会役職等
- 日本技術者教育認定機構 (JABEE) 会長（2005-2008年度）
- 日本工学会会長（1999-2002年度）
- 日本機械学会会長（1992年度）
- ターボ機械協会会長（1990-1992年度）
- 日本混相流学会会長（1991-1993年度）
- 日本学術会議会員（1991-2000年）、第５部長（1997-2000年）、連携会員（2006-2011年）

## 著書等
- 流体力学 1 標準機械工学講座 11 大橋秀雄（著）コロナ社 1994年
- 流体力学 2 標準機械工学講座 23 白倉昌明、大橋秀雄（著）コロナ社 2000年
- 流体機械 応用機械工学全書 大橋秀雄（著）森北出版 1987年
- 機械工学辞典 越後亮三、大橋秀雄 他（編集）朝倉出版 1988年
- 流体機械ハンドブック 大橋秀雄 他（編集） 朝倉出版 1998年
- 機械力学 - 機構・運動・力学 グローバル機械工学シリーズ 三浦宏文、大橋秀雄（著）朝倉出版 2001年
- 渦 - 自然の渦と工学における渦 Hans J. Lugt（著）、山口信行、大橋秀雄（翻訳）朝倉出版 1988年
- これからの技術者 世界に羽ばたくプロを目指して 大橋秀雄（著）オーム社 2005年